# فانسب
فانسب (بالإنجليزية: Fansub)‏ اختصارًا لـ (بالإنجليزية: fan-subtitled)‏ هي ترجمة المسلسلات أو الأفلام أو ما يتعلّق بهما إلى لغة أخرى. من قبل المعجبين بالعمل. (عكس الترجمة المهنية الرسمية) وتتم الترجمة إلى لغة غير اللغة الأصلية.

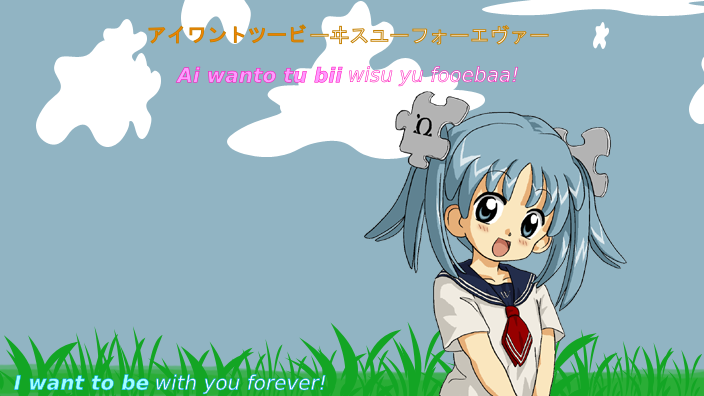
مثال لأنمي مُترجم من قِبَل مجموعة فانسب

## الفرق عن الترجمة الرسمية
الترجمة الرسمية تتم من قبل شركات مختصة، تترجم الشركات المختصة الأنمي في شرائط DVD مع حلقاته المدبلجة التي تعرض على التلفاز، أو العرض عبر وسائل البث مترجمًا مباشرة، أو الأنميات التي تُعرض على خدمات البث على الإنترنت مثل كرانشي رول أو نتفليكس. ومن الفروقات الملاحظة هي عدم وجود الكماليات التي توجد في الفانسب مثل الكاراوكي و ترجمة الأغاني و ترجمة اللوحات أو الكتابات اليابانية ومحاكاة شكلها، ومحاكاة أسماء العاملين على المسلسل بأسماء العاملين على الترجمة، والتأثيرات النصية كألوان كتابة مختلفة لكل شخصية.